# Cantó de Dornes
El cantó de Dornes és un cantó francès del departament del Nièvre, situat al districte de Nevers. Té 9 municipis i el cap és Dornes.

## Municipis
- Cossaye
- Dornes
- Lamenay-sur-Loire
- Lucenay-lès-Aix
- Neuville-lès-Decize
- Saint-Parize-en-Viry
- Toury-Lurcy
- Toury-sur-Jour
- Tresnay

## Història
| Data d'elecció                           | Identitat       | Partit        | Qualitat |
| ---------------------------------------- | --------------- | ------------- | -------- |
| 1945-1949                                | M. Palazzi      | Divers droite |          |
| 1949-1958                                | M. Château      | Divers droite |          |
| 1958-1970                                | Henri Boucomont | Divers droite |          |
| 1970-1994                                | Hubert Gontard  | Divers droite |          |
| 1994-                                    | Guy Hourcabie   | PS            |          |
| les dades anteriors no són pas conegudes |                 |               |          |
|                                          |                 |               |          |

## Demografia
| A partir de 1990: Població sense dobles comptes |